# Албански лек
Лек (алб. Leku) је национална валута у Албанији. Међународни код валуте је ALL.
Лек издаје Народна банка Албаније. Инфлација у 2009. је износила 2,1%.
Име лек потиче од скраћеног имена Александра Великог (Leka i Madh). Име подјединице ћиндарка (односно ћинтара) потиче од албанске речи ћинд (стотина).
Данас се користе новчанице од 100, 200, 500, 1000, 2000 и 5000 лека и ковани новац у апоенима од 1, 5, 10, 20, 50 и 100 лека.
До 1912. Албанија је користила османски новац а након стицања независности настао је период политичког хаоса који је одложио увођење националне новчане јединице до 1926. године. Тада је курс лека био једнак курсу италијанске лире. Лек је девалвиран након италијанске окупације. Монетарне реформе су споровођене два пута - 1965. и 1991. Стари лек је мењан за нови у односу 10:1 а затим и 50:1. Између 1946. и 1948. лек је био везан за југословенски динар а потом за совјетску рубљу све до 1961. када је промењена вредност рубље.

## Занимљивости
На новчаници од 1000 лека је приказан Петар Богдани, Србин католик и потомак косовског јунака Љутице Богдана.
| 2019–2022 серија | 2019–2022 серија | 2019–2022 серија | 2019–2022 серија | 2019–2022 серија | 2019–2022 серија     | 2019–2022 серија                                            |
| Слика            | Слика            | Вредност         | Димензије        | Главна боја      | Опис                 | Опис                                                        |
| Аверс            | Реверс           | Вредност         | Димензије        | Главна боја      | Аверс                | Реверс                                                      |
| ---------------- | ---------------- | ---------------- | ---------------- | ---------------- | -------------------- | ----------------------------------------------------------- |
|                  |                  | 200 лека         | 125 mm x 65 mm   | Браун            | Наим Фрашери         | Родна кућа Фрашерија                                        |
|                  |                  | 500 лека         |                  | Плава            | Ћемали               | Зграда у којој је потписана независност Албаније у Валони   |
|                  |                  | 1000 лека        | 139 mm x 69 mm   | Зелена           | Петар Богдани        | Црква у Дањском Броду                                       |
|                  |                  | 2000 лека        |                  | Љубичаста        | Илирски краљ Генције | Амфитеатар у Бутринту                                       |
|                  |                  | 5000 лека        | 153 mm x 72 mm   | Жута             | Скендербег           | Дворац Кроја                                                |
|                  |                  | 10,000 лека      | 160 mm x 72 mm   | Наранџаста       | Асдрени              | Фигуративни симболи државне заставе, стих из државне химне. |